# Sportfreunde Stiller
Sportfreunde Stiller er en tysk indie-rock-gruppe.
Gruppen kommer oprideligt fra Germering ved grænsen til München. Både Peter Brugger og Florian Weber spillede fodbold ved SV Germering, og bandets navn kommer fra deres tidligere træner, Hans Stiller. Mange af deres sange handler om fodbold og andre sport; f.eks. sangen Ich, Roque fra 2004 om spilleren Roque Santa Cruz fra FC Bayern München. Foran VM i fodbold 2006 i Tyskland producerede de et helt konceptalbum om fodbold, You Have to Win Zweikampf, og sangen '54, '74, '90, 2006 blev deres største succes (1954, 1974 og 1990 er de år, da Tyskland var verdensmester i fodbold).
I 2009 var de den sjette tyske gruppe, som indspillede et MTV Unplugged.

## Diskografi
- 1996: Macht doch was Ihr wollt – Ich geh’ jetzt! (EP)
- 1998: Thonträger (EP)
- 2000: So wie einst Real Madrid
- 2002: Die gute Seite
- 2004: Burli
- 2004: Live / Evil
- 2006: You Have to Win Zweikampf
- 2007: La Bum
- 2009: MTV Unplugged in New York
- 2013: New York, Rio, Rosenheim
- 2016: Sturm & Stille